# Once in a While
Once in a While ist das 32. und vorletzte Studioalbum des US-amerikanischen Sängers, Schauspielers und Entertainers Dean Martin. Es enthält nahezu ausschließlich Lieder, die in den 1930er-Jahren Hits für Bing Crosby gewesen waren. Martins Aufnahmen entstanden im Herbst 1974, das Album wurde aber erst 1978 nach einem Rechtsstreit veröffentlicht.

## Entstehungsgeschichte

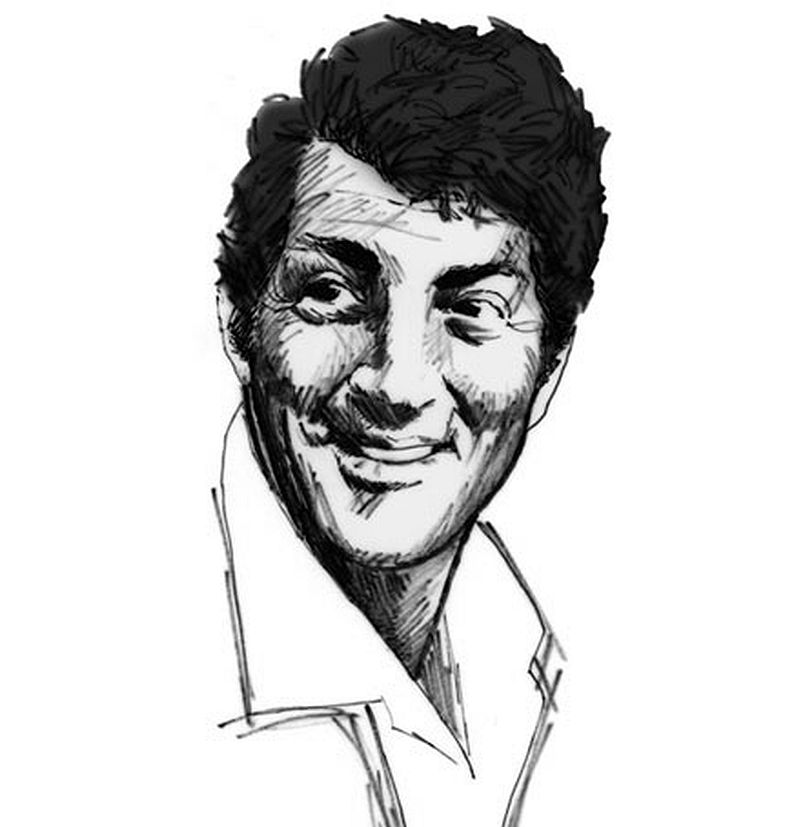
Dean Martin

Dean Martin, der seit 1946 zusammen mit Jerry Lewis das erfolgreichste amerikanische Comedy-Duo der Nachkriegszeit gebildet hatte, war nach der Trennung von Lewis 1956 als Filmschauspieler und Nachtclubentertainer tätig; außerdem intensivierte er die Produktion von Schallplatten. Bis 1962 stand er bei Capitol Records unter Vertrag, dann wechselte er zu dem zwei Jahre zuvor von Frank Sinatra gegründeten Label Reprise Records. In schneller Folge entstanden hier zunächst mehrere Alben in wechselnden Stilrichtungen, bevor sich Martin und sein Produzent Jimmy Bowen ab 1965 weitgehend auf Country-Pop festlegten. Bis 1967 nahm Martin, der sich mittlerweile den Ruf des King of Cool erarbeitet hatte, regelmäßig vier Alben pro Jahr auf, die bis 1966 durchgängig Gold-Status erreichten. Danach ließ Martins Erfolg als Sänger nach. Ab 1968 ging er nur noch einmal im Jahr für zwei Tage ins Aufnahmestudio und brachte jährlich nur noch ein neues Album mit 10 bis 12 Liedern heraus. Im Januar 1971 verpflichtete sich Martin, in den nächsten drei Jahren insgesamt zehn Alben für Reprise zu produzieren. Bis 1973 kamen aber nur vier Alben zustande; das letzte von ihnen (You’re the Best Thing That Ever Happened to Me) kam im Dezember 1973 mit Stücken auf den Markt,  die Martin ein halbes Jahr vorher eingespielt hatte. Die nächsten zehn Aufnahmen entstanden erst eineinhalb Jahre später im November 1974. In den folgenden drei Jahren wurden sie nicht veröffentlicht, und Martin spielte auch keine weiteren Lieder ein.
Im August 1976 erhob Martin Klage gegen Warner Bros., den Mutterkonzern von Reprise Records, und forderte 1.500.000 $ als Schadensersatz für den entgangenen Gewinn aus sechs nicht produzierten Alben. Warner Bros. argumentierte, die Alben seien wegen Martins „Lethargie“ nicht zustande gekommen; Martin hielt dagegen, Warner Bros. habe kein Interesse mehr an der Arbeit mit ihm. Im Februar 1978 endete der Rechtsstreit mit einem Vergleich, der Warner Bros. unter anderem zur Veröffentlichung der zehn Aufnahmen aus dem November 1974 verpflichtete. Sie kamen im Oktober 1978 als Reprise-Album unter dem Titel Once in a While heraus.
Once In a While wurde zu Martins vorletztem Album. Es dauerte fast fünf weitere Jahre, bis Martin – nunmehr für das Label Warner Bros. – auf der LP The Nashville Sessions (1983) ein letztes Mal neue Aufnahmen herausbrachte.

## Inhalt und Stil

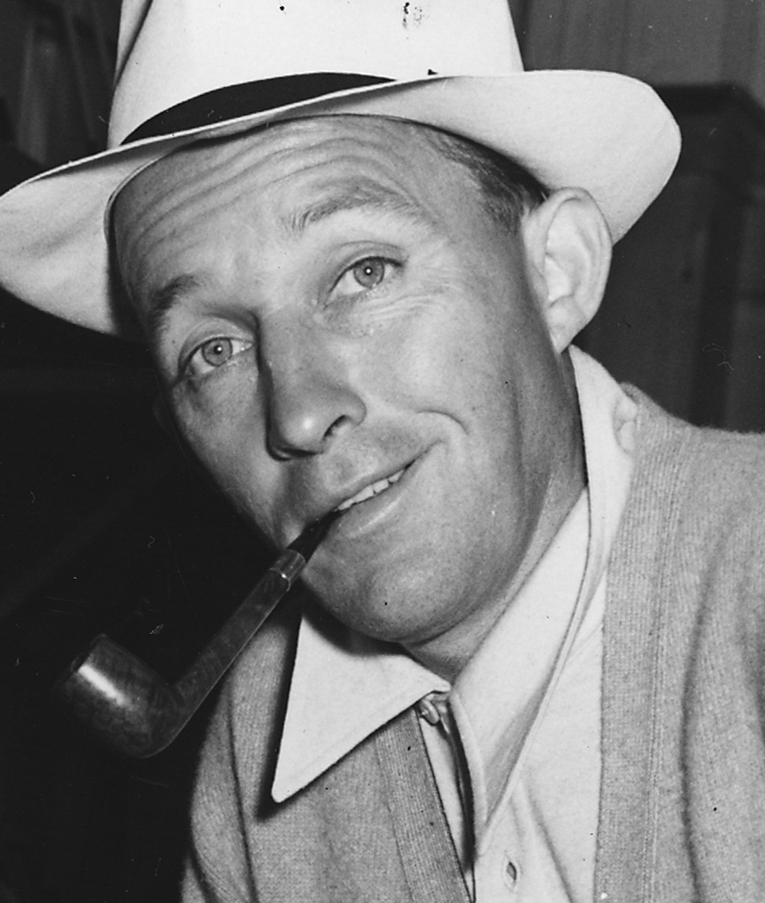
Martins Vorbild Bing Crosby

Once in a While unterscheidet sich von den vorangegangenen Alben Martins, auf denen vielfach eingängiges zeitgenössisches Material ohne künstlerische Ambitionen verarbeitet worden war. Anders als bei ihnen waren auf Once in a While die Lieder durchgängig Standards der US-amerikanischen Popmusik und ganz überwiegend in den Zwischenkriegsjahren entstanden. Die meisten von ihnen hatte Bing Crosby, Martins musikalisches Vorbild, bereits in den 1930er-Jahren aufgenommen. Martins Biograf Nick Tosches beschreibt ausführlich, dass Martin schon als Teenager bei seinen ersten Auftritten mit lokalen Bands in Ohio neben italienischem Material regelmäßig auch die aktuellen Bing-Crosby-Hits gesungen hatte. Es wird deshalb davon ausgegangen, dass er das Material von Once in a While größtenteils schon seit dieser Zeit kannte. Ob Martin allerdings – anders als bei seinen vorangegangenen Alben – an der Auswahl des Materials beteiligt war und ob sie Anlagen eines Konzept- oder Tributealbums hatte, ist unklar.
Die Eröffnungsnummer des Albums ist Twilight on the Trail. Das 1935 geschriebene Lied ist der Titelsong des im darauf folgenden Jahr erschienenen Filmdramas The Trail of the Lonesome Pine (deutsch: Kampf in den Bergen). Er wurde erstmals im April 1936 von Bing Crosby eingespielt. Love Thy Neighbor, Without a Word of Warning, If I Had You, I Cried for You und The Day You Came Along kommen aus der gleichen Ära. Sie waren zwischen 1929 und 1940 Hits für Bing Crosby gewesen. Only Forever hatten Johnny Burke und James Monaco für den 1940er Spielfilm Rhythm on the River geschrieben. Bing Crosby, der die Hauptrolle spielte, sang das Lied auch im Film; seine Version ist die erste Einspielung des Songs. Lediglich von That Old Gang of Mine, das Ray Henderson, Mort Dixon und Billy Rose schon 1923 geschrieben hatten und das zu den großen Erfolgen jenes Jahres zählt, gab es keine Crosby-Version aus den 1930er- oder 1940er-Jahren. Gegenstand des Lieds ist der wehmütige Rückblick der Bewohner anonymer Metropolen auf ihre Jugend auf dem Land oder in Kleinstädten. Bing Crosby nahm es erst 1968 in fortgeschrittenem Alter für ein außergewöhnliches LP-Projekt auf; seine Version ging nicht in die Charts ein.
Die Arrangements von Jimmy Bowen hatten keinen Bezug mehr zum Stil der Crosby-Aufnahmen aus den 1930er-Jahren. Bowen hielt sich zumeist an gängige Muster des Country-Pop, mit dem Martin seit 1965 erfolgreich gewesen war, nahm für einzelne Stücke (I Cried for You und If I had You) aber auch Anleihen am zeitgemäßen Disco-Stil.
Wie bei Martins Alben üblich, war auch Once in a While nicht frei von Wiederholungen: Zwei der hier enthaltenen Lieder hatte Martin eineinhalb Jahrzehnte früher schon einmal eingespielt. Den Titelsong Once in a While sowie Only Forever gab es schon 1957 auf seinem Capitol-Album Pretty Baby; beide Aufnahmen hatten dort allerdings ein Swing-Arrangement und mit Begleitung durch das Gus Levine Orchestra.

## Produktion
Twilight on the Trail, Love Thy Neighbor, Without a Word of Warning und That Old Gang of Mine nahm Martin am 22. November 1974 auf, die übrigen sechs Titel am 25. November 1974. Wie üblich, war Martin allein im Studio; die Begleitmusik war bereits vorher aufgenommen worden. Produzent Jimmy Bowen überarbeitete die Arrangements allerdings 1978, nachdem die Entscheidung gefallen war, die inzwischen dreieinhalb Jahre alten Aufnahmen zu veröffentlichen.

## Titelliste
Seite 1:
1. Twilight on the Trail (Louis Alter, Sidney Mitchell) – 4:18
2. Love Thy Neighbor (Mack Gordon, Harry Revel) – 2:42
3. Without a Word of Warning (Gordon, Revel) – 2:50
4. That Old Gang of Mine (Mort Dixon, Ray Henderson, Billy Rose) – 2:28
5. The Day You Came Along (Sam Coslow, Arthur Johnston) – 2:58

Seite 2:
1. It’s Magic (Sammy Cahn, Jule Styne) – 2:27
2. If I Had You (Irving King, Ted Shapiro) – 2:32
3. Only Forever (Johnny Burke, James V. Monaco) – 3:12
4. I Cried for You (Gus Arnheim, Arthur Freed, Abe Lyman) – 2:55
5. Once in a While (Michael Edwards, Bud Green) – 2:49

## Cover
Das Cover des Albums zeigt auf der Vorderseite von Foto von Dean Martin in einem sandfarbenen Anzug mit goldener Krawatte vor blauem Studiohintergrund. Die Bildgestaltung spielt mit Martin-typischen Klischees. Der Künstler sitzt lächelnd mit überschlagenen Beinen, eine brennende Zigarette in der rechten Hand haltend, an einem runden Tisch, auf dem ein ungewöhnlich großes, gefülltes Weinglas steht. Der Blick geht an der Kamera vorbei.

## Veröffentlichungen
Once in a While wurde von Reprise in den USA und in Kanada am 20. Oktober 1978 – nach anderer Quelle bereits im August 1978 – als Langspielplatte, als MusiCassette und als 8-Spur-Kassette jeweils unter der Katalognummer MSK 2267 veröffentlicht. Auf einigen europäischen Märkten, darunter Deutschland, Frankreich, Großbritannien und Österreich, erschien das Album im gleichen Jahr mit der Katalognummer K54103. Für Jugoslawien lizenzierte Reprise das Album an Suzy Records in Zagreb; außerdem kam das Album auch in Japan auf den Markt.

## Verkaufsergebnisse
Once in a While war kein Erfolg. Das Album schaffte es in keinem Land in die Charts. Das lag einerseits an der geringer werdenden Medienpräsenz Martins, dessen wöchentliche Fernsehshow bereits 1974 eingestellt worden war, und anderseits daran, dass Martin seit fünf Jahren kein Album mehr veröffentlicht hatte, sodass er gegen Ende der 1970er-Jahre kaum noch als Künstler wahrgenommen wurde, der Schallplatten produzierte. Zudem verzichtete Reprise darauf, Werbung für Once in a While zu machen; es wurde – anders als bei früheren Alben – auch keine Single ausgekoppelt.

## Rezeption
Der Kritiker William Ruhlmann bemerkte in Once in a While eine Abkehr von Martins seit langem bevorzugten Material. Die Arrangements seien teilweise herkömmlich, teilweise aber auch ungewöhnlich. Martin habe keine Schwierigkeiten, mit „leichten Discorhythmen“ zurechtzukommen, und seine Vertrautheit mit dem Material mache seine Interpretationen „behaglicher als je zuvor“ (more comfortable than ever).